# Love Is Strong
Love Is Strong is een nummer van The Rolling Stones uit 1994. Het is de eerste single van hun twintigste album Voodoo Lounge.
Het nummer werd een bescheiden hit in Europa. In het Verenigd Koninkrijk haalde het nummer de 14e positie. In de Nederlandse Top 40 haalde het de 16e positie, en in de Vlaamse Radio 2 Top 30 de 19e.